# San Agustín (Teruel)
San Agustín es una localidad y municipio de la comarca Gúdar-Javalambre en la provincia de Teruel, en la comunidad autónoma de Aragón, España. Tiene un área de 56,57 km² con una población de 137 habitantes (INE 2024) y una densidad de 2,33 hab/km².

## Geografía
San Agustín está situado a 959 m s. n. m.
El término municipal limita con la provincia de Castellón en la Comunidad Valenciana. Situado en las estribaciones del sistema Ibérico, está atravesado por los ríos Mijares (o Millars) y Maimona (o San Agustín) y situado entre las sierras de Pina de Montalgrao, Javalambre y Gúdar.
La carretera TE-V-2131 conecta en tan sólo unos minutos San Agustín con la N-234 y A-23. San Agustín dista 59 km a la capital de la provincia y 245 km a Zaragoza. Otras distancias a la Comunidad Valenciana son Segorbe 37 km, Castellón de la Plana 92 km y Valencia 90 km Barcelona se encuentra a 361 km, Reus a 285 km y Madrid a 439 km.
El término municipal de San Agustín limita con los municipios de Albentosa, Mora de Rubielos, Rubielos de Mora y Olba en la provincia de Teruel. En la provincia de Castellón limita con los Municipios de Villanueva de Viver (Vilanova de la Reina), Pina de Montalgrao, Caudiel, Barracas (Barraques) y Puebla de Arenoso. Siendo la localidad de Villanueva de Viver (Vilanova de la Reina) la más próxima a tan sólo 6 km de distancia.

### Orografía
Gran parte del término municipal se concentra en el entorno del río de la Maimona, que nace en las áreas kársticas de Alcotas-Barracas para unirse al Mijares en Montanejos (Castellón). Pero la zona más interesante es el valle del Mijares, río que recorre su extremo norte siguiendo una hoz excavada en calizas terciarias, con un cañón de más de 200 m de profundidad y de gran belleza, donde se sitúan las casas de La Hoz y una central eléctrica. Grandes acumulaciones de travertinos (tosca o carbonato cálcico) han sido depositadas por el río, formando terrazas escalonadas a distintas alturas generadas a lo largo del Cuaternario.
Dentro de su amplio término municipal se encuentran las pequeñas localidades de Los Peiros, Los Baltasares, Caballero, Collado Royo y Poviles, La García, La Hoz, Juan Din, Linares y Cerrito, Mas Blanco, Mases y Tamboril, Los Pastores, Tarín Nuevo, Tarín Viejo, Pozo La Muela y El Puntal (Puntalico). Estas localidades constituyen casas aisladas o pequeñas aldeas. La denominación puede ser Masía, Mas o Masada, vocablos de origen aragonés. Su origen se remonta a repoblación de estas tierras durante la Alta Edad Media después de la reconquista por parte de Pedro II de Aragón.

### Naturaleza

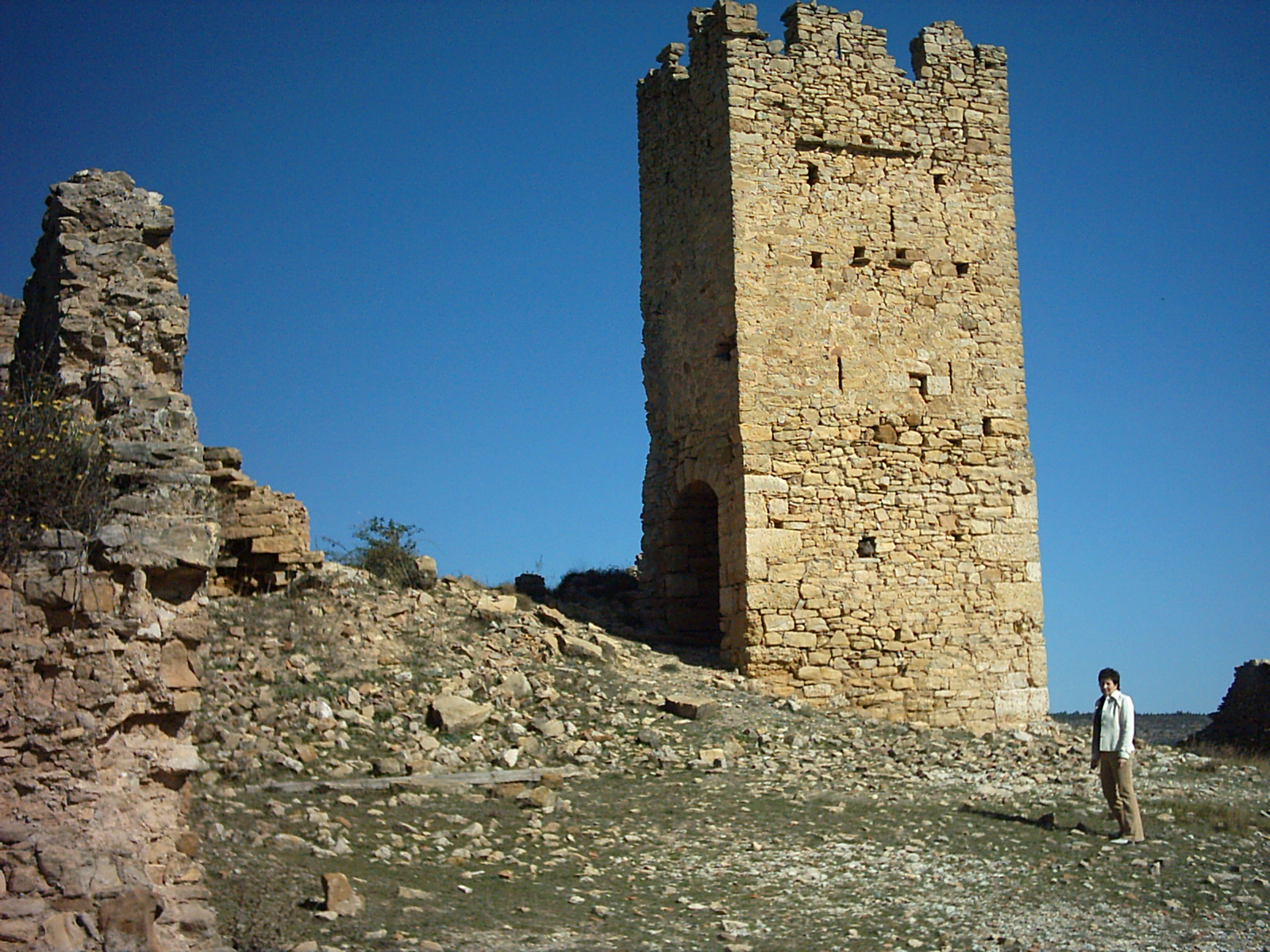
Vestigios del castillo de Pradas

En la zona, la flora es rica y variada, destacando los bosques de encinas y robles. Así mismo, destaca una nutrida población de sabinas, además de otras especies como álamos, chopos y avellanos en las zonas de ribera. Son destacables los bosques de pinos en los límites del municipio con la sierra de Pina de Montalgrao.
Son frecuentes y populares por sus usos medicinales, especies como la manzanilla, tomillo, la ajedrea, el romero o el espliego.
La gran extensión del municipio y la variedad de sus ecosistemas propinan una fauna muy diversificada que abarca desde mamíferos (erizo, tejón o comadreja, liebre, conejo, ardilla y lirón) a aves rapaces (águila real, perdiz, codorniz) sin olvidar los animales acuáticos como la trucha común, el cangrejo o el barbo común en las zonas más bajas y cálidas de los ríos.
Destacan en el término los cortados del río Mijares, donde pueden observarse aviones, vencejos, alimoches y diversas rapaces, junto a especies vegetales adaptadas a vivir en escarpes y sobre la roca como las saxífragas y diversos helechos. También resulta reseñable un enclave de Quercus faginea al noreste del municipio.
Entre los parajes más espectaculares de la zona destacan: el paraje de Las Fuentes, la fuente de La Canaleta, el río San Agustín en Los Mases, el barranco de Los Peiros y el Puente del Diablo sobre el río Mijares en la Fonseca.
Recientemente, la Diputación de Teruel presentó el proyecto de recuperación del Patrimonio Hidráulico Histórico de las Hoces del Río Mijares, llamado “Los Caminos del Agua”. El proyecto supone una inversión global de más de 1,7M de euros e incluye diversos proyectos en San Agustín como la rehabilitación del puente de Pradas o de los Mases.

### Clima
El clima de San Agustín es de tipo mediterráneo con influencia continental. Se encuentra fuertemente condicionado por factores de tipo geográfico: altitud y disposición compacta del relieve que aísla de las influencias directas mediterráneas, a pesar de la proximidad del mar. Los inviernos son fríos con fuertes nevadas y temperaturas mínimas inferiores a los -10 °C, los veranos tienen un marcado carácter continental caracterizados por temperaturas superiores a los 25 °C durante el día que descienden considerablemente durante la noche. Las precipitaciones son habituales durante los meses de septiembre, octubre y abril.

## Historia

### Épocas antigua y medieval
A pesar de no existir muestras evidentes, San Agustín fue poblado por tribus íberas al igual que todo el este de Aragón, Cataluña y Comunidad Valenciana. La otra gran civilización de la época, los celtíberos, se extendían desde la actual ciudad de Teruel hacia el oeste de la península.
Poco sabemos también de la ocupación romana que tuvo lugar a partir del año 218 a. C. en la provincia. Son de resaltar los yacimientos ibero-romanos de la cercana localidad de Sarrión (Teruel) y sobre todo, la documentación histórica de la fundación en 193 a. C. de la ciudad de Viver (Castelló). Dentro del Imperio Romano, Aragón y la actual provincia de Teruel pertenecían a la jurisdicción Tarraconensis.
La época hispano-visigoda (entre los siglos V y VIII de nuestra era) constituye una de las etapas peor conocidas en la historia de la provincia de Teruel. Ello se debe tanto a la ausencia generalizada de noticias documentales de esta época como a la escasez de restos de todo tipo. El pueblo visigodo, procedente de la zona meridional de Francia, se fue introduciendo poco a poco en el territorio aragonés como consecuencia de la presión sufrida por los francos del norte.
La expansión musulmana por tierras turolenses comienza en el año 714. San Agustín se encuentra a caballo entre el reino Taifa de Albarracín y el reino almohade de Valencia.
Las comarcas turolenses fueron reconquistadas de la siguiente manera:
- Del 1137 al 1162, el conde de Barcelona Ramón Berenguer IV conquista Alcañiz, Calanda, Caspe junto con el Bajo Aragón y Tortosa.
- Del 1162 al 1196, su hijo Alfonso II reconquista la ciudad de Teruel y el Maestrazgo.
- Del 1196 al 1213, su sucesor Pedro II conquista la actual comarca de Gúdar-Javalambre.
- Finalmente Jaime I conquista Linares de Mora en 1222 en su avance hacia Valencia.
Las últimas conquistas aragonesas, incluyendo San Agustín, fueron realizadas por el rey Pedro II. Manzanera fue conquisada en 1202 y Rubielos de Mora en 1203. Estas tierras fueron repobladas con cristianos llegados del norte, básicamente de Navarra, Ribagorza y Urgel.
Jaime I, manteniendo la hegemonía política de Aragón y Cataluña creó el reino de Valencia, acabando con los derechos de expansión de la nobleza aragonesa, y así se fijaron los límites fronterizos del sur de Aragón con el nuevo reino cristiano de Valencia. San Agustín se configura como tierra fronteriza dentro de la misma Corona de Aragón.
Propiedad de la tierra: Siempre de realengo, por pertenecer a la comunidad aragonesa. Estuvo encuadrada en la comunidad de aldeas de Teruel en la Sesma del Campo de Sarrión, hasta la división provincial de 1833.

### Épocas moderna y contemporánea
Ya en 1707 Aragón, Cataluña y Valencia sufren las consecuencias del Decreto de Nueva Planta donde son abolidos sus fueros, leyes, instituciones, moneda y administración privada. También son abolidas las Cortes de Aragón, el Justicia, la Generalidad, la Diputación y el autogobierno de los municipios. El objetivo era sustituir la normativa foral aragonesa por la castellana. También las lenguas aragonesa y catala son censuradas y prohibidas fuera del ámbito privado.

### La guerra civil española
Un gigantesco enfrentamiento bélico de gran alcance histórico y bajo durísimas condiciones climatológicas, acaeció en la ciudad de Teruel y en la comarca de San Agustín desde mediados de diciembre de 1937 hasta finales de febrero de 1938; período durante el cual se jugó el desenlace de la Guerra Civil.
El 13 de julio de 1938, un violentísimo ataque sobre el frente de Mora de Rubielos y Sarrión consiguió abrir una brecha por la que penetraron las divisiones motomecanizadas italianas, que llegaron el 16 de julio a Barracas (Castellón). De allí intentaron dirigirse al Ragudo, al cual no pudieron llegar por ser atacados y cercados por las baterías republicanas.

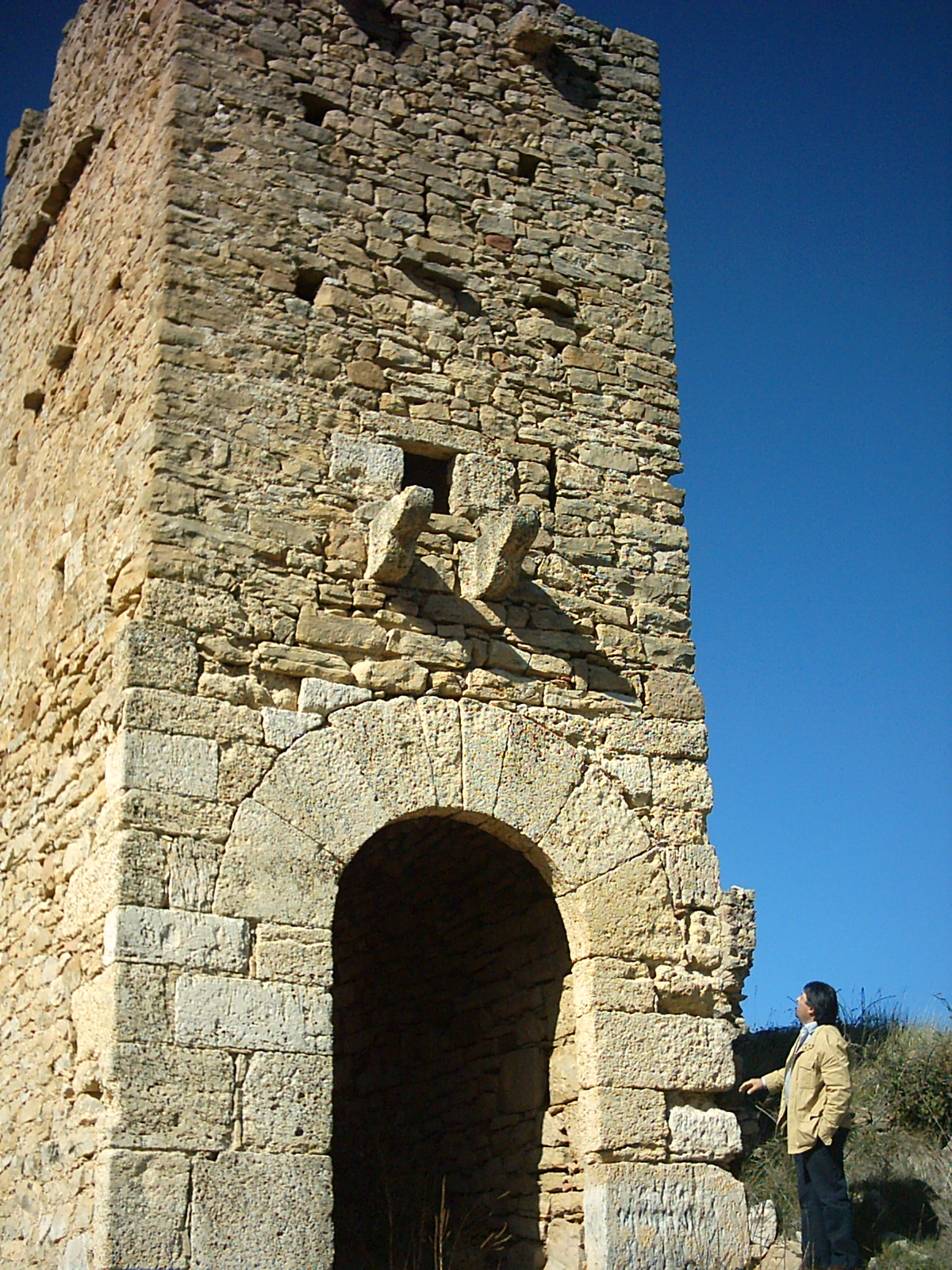
Ruinas del castillo de Pradas

Con estas últimas resistencias quedaba zanjada la batalla de Teruel, no así la Guerra Civil que todavía se prolongaría durante buena parte de 1939, hasta la batalla del Ebro y la toma de Barcelona.
Después de la victoria, los militares franquistas y quienes le apoyaban no tardaron en poner en marcha un proyecto violento para eliminar los elementos incómodos de la zona. De esta forma estuvieron en el punto de mira todos los políticos republicanos, socialistas o anarquistas; militantes de las organizaciones políticas y sindicales de izquierda; obreros y campesinos de izquierda; y, sobre todo, quienes habían ocupado cargos públicos durante la etapa republicana. La declaración del estado de guerra llevaba implícito el código de justicia militar y garantizaba que el ejército tuviera el control absoluto sobre la violencia.
Los años de la posguerra no fueron fáciles ni tranquilos. La zona se vio sacudida por una inusitada ola de violencia fruto de los enfrentamientos de la guerra y de las fracturas y tensiones existentes. Ante esta situación de represión, la oposición política al régimen desarrolló una táctica de lucha armada contra éste y se crearon grupos guerrilleros cuyas acciones (así como la reacción represiva que provocaron en las filas franquistas) convulsionaron de forma notable la vida cotidiana de San Agustín hasta su desaparición en 1952. La población los bautizó con el nombre de “maquis”, y esta es la denominación que ha pervivido a lo largo del tiempo en la memoria popular.

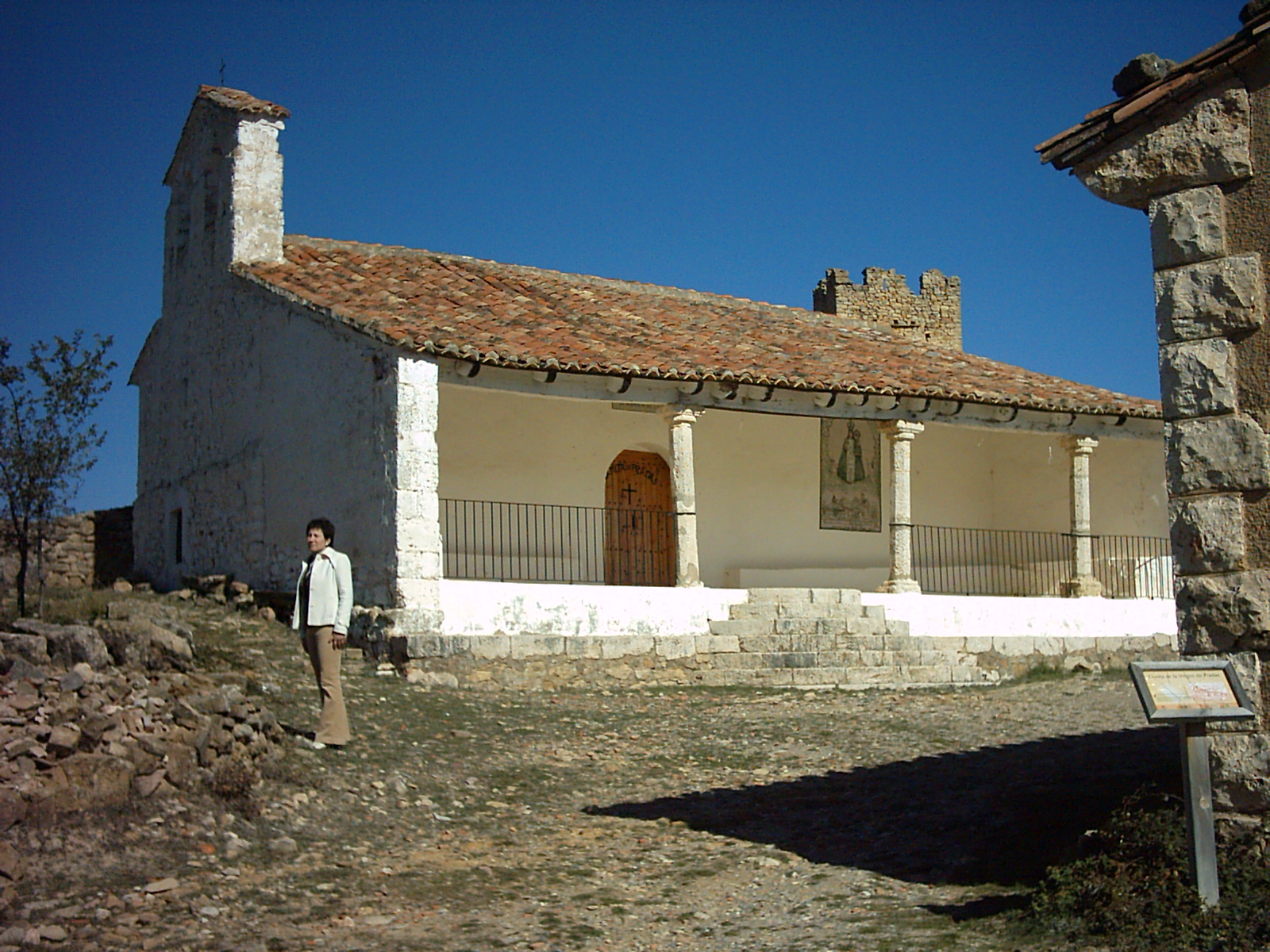
Ermita de Nuestra Señora de Pradas

La guerra y sus efectos colaterales dificultaron el crecimiento de San Agustín. Una fuerte oleada de emigrantes dejaron la población hacia Valencia, Sagunto y Barcelona.

### SigloXXI
San Agustín sufre un continuo retroceso de población desde el 1920, cuando había 1334 habitantes de hecho, hasta los 154 de 2008. A día de hoy, San Agustín y toda la comunidad autónoma de Aragón gozan de una de las rentas per cápita más altas del estado y unos altos índices de desarrollo y calidad de vida. Las principales actividades económicas del municipio son el turismo y los servicios, la construcción y el sector primario.

## Demografía
San Agustín cuenta con una población de 137 habitantes (INE 2024).
| Gráfica de evolución demográfica de San Agustín entre 1842 y 2021                                                   |
| |
| Población de derecho según los censos de población del INE Población de hecho según los censos de población del INE |

### Urbanismo
Casco urbano formado por una bonita red de callejuelas plagadas de curvas y recodos donde se levantan viviendas que responden a los modos arquitectónicos de la zona predominando las típicas fachadas enfoscadas en blanco realizando una atractiva bicromía con el color tostado y rojizo de los tejados.
La riqueza arqueológica de San Agustín incluye poblados como El Picayo o como las Lomas de Lucino, ambos de la Edad del Bronce pero reocupados en época ibérica. Digno de mención es también el enclave de El Morrón de la Masía de Palacio, un interesante poblado habitado desde el Bronce Medio hasta Campos de Urnas.
Sobresaliendo por encima del casco urbano, observamos los volúmenes de la maravillosa iglesia barroca construida en el siglo XVII. La iglesia parroquial está bajo la advocación del santo que da nombre al pueblo. Como corresponde a una obra barroca del siglo XVII, presenta sus tres naves cubiertas con bóveda de medio cañón con lunetos, salvo la capilla mayor, cerrada con una bóveda vaída. La torre, a los pies, en el lado del evangelio, es de dos cuerpos: el inferior de mampostería con sillares reforzando sus esquinas y el de campanas de ladrillo. La portada se halla definida por pilastras que se decoran con recuadros manieristas, y está precedida de un espacio a modo de atrio que fue en origen el cementerio. En el Museo Diocesano de Teruel se conserva procedente de esta localidad una interesante tabla del siglo XV, de estilo gótico internacional, que representa a la Virgen y el Niño.
Son varias las ermitas que se levantan en el entorno de la localidad, cabe destacar la de ermita de San Agustín. Obra gótico-mudéjar del siglo XV, con nave cubierta por madera a dos aguas y espadaña a los pies.
A las afueras del pueblo, encontramos la ermita de Loreto, fechada en 1629. De mampostería, su única nave se cubre mediante bóveda de cañón con lunetos. El atrio se apoya en columnas de piedra en los ángulos. Fue reconstruida en el año 2007.
Junto a la aldea de Los Mases y el río San Agustín, se levanta el denominado conjunto de Pradas formado por un castillo y ermita. 
Del castillo de Pradas, conservamos algunos restos de edificaciones defensivas, como la torre-fuerte de planta cuadrada con dos puertas de arcos de medio punto enfrentadas, aspilleras y remate almenado. También podemos contemplar huellas del amurallamiento y de un pequeño fortín. El castillo perteneció a la Baronía de Escriche y fue construido probablemente en el siglo XV.
En cuanto a la ermita de la Virgen de la Pradas, cabe señalar que se trata de una atractiva construcción gótica del siglo XV de nave única y cubierta a dos aguas. Fue propiedad del barón de Escriche, quien la cedió en 1865, siendo renovada al año siguiente, cuando se restauraron los arcos. En 1917 se realizó el porche lateral de forma arquitrabada sobre tres columnas octogonales de piedra. Se restauró en 1985. Su única nave, obra de mampostería y cantería, se cubre con una techumbre de madera a dos aguas, y posee un arco triunfal apuntado. Tiene coro alto, y la espadaña de dos aguas se sitúa a los pies.
A las afueras de la población se halla la Fuente de la Virgen del Pilar, fechada en 1796, con caños en forma de cabeza de león protegidos por un arco de medio punto.

## Administración y política

### Gobierno municipal
| Período   | Alcalde                       | Partido     |  |
| --------- | ----------------------------- | ----------- |  |
| 1979-1983 | Gaspar Fuster Pastor          | UCD         |  |
| 1983-1987 | Gaspar Fuster Pastor          | PAR         |  |
| 1987-1991 | Gaspar Fuster Pastor          | PAR         |  |
| 1991-1995 | Gaspar Fuster Pastor          | PAR         |  |
| 1995-1999 | Gaspar Fuster Pastor          | PAR         |  |
| 1999-2003 | Alejandro Peña Peiró          | PAR         |  |
| 2003-2007 | Alejandro Peña Peiró          | PAR         |  |
| 2007-2011 | Manuel Alejandro Redón Iserte | PSOE-Aragón |  |
| 2011-2015 | José Fernández Salvador       | PSOE-Aragón |  |
| 2015-2019 | Juan Robles Díaz              | PAR         |  |
| 2019-2023 | Daniel Riera Bau              | PAR         |  |
| 2023-2027 | Daniel Riera Bau              | PAR         |  |

| Partido político    | Partido político                                   | 2003   | 2007   | 2011   | 2015   | 2019   | 2023   |
| Partido político    | Partido político                                   | Ediles | Ediles | Ediles | Ediles | Ediles | Ediles |
|                     | Partido Aragonés (PAR)                             | 4      | 1      | 1      | 4      | 4      | 4      |
|                     | Partido de los Socialistas de Aragón (PSOE-Aragón) | 1      | 4      | 4      | 1      | 1      | 1      |
|                     | Partido Popular de Aragón (PP)                     | —      | —      | —      | —      | —      | —      |
|                     | Izquierda Unida (IU)                               | —      | 0      | 0      | 0      | 0      | —      |
|                     | Chunta Aragonesista (CHA)                          | —      | 0      | —      | —      | —      | —      |
| Total de concejales | Total de concejales                                | 5      | 5      | 5      | 5      | 5      | 5      |

### Organización territorial
Una de las características más destacables del municipio y que más llama la atención es la dispersión de sus núcleos de población.
En efecto, a lo largo del municipio, se distribuyen agrupaciones de casas de diverso tamaño. La más grande es el núcleo de San Agustín, propiamente dicho. Pero también encontramos los siguientes barrios o aldeas: Los Peiros, La Fonseca, Los Bastasares, Mas Blanco,La Cerrada, La Garcia, La Ventica, El Masico, La Loma, El Caballero, Collado Royo, Los Mases, El Tamboril, Mas De Los Pastores, La Solana, La Coscoja, Mas De Andrés, Los Linares, Los Pobiles, El Hocino, La Cerrada, Juandin, Casa Carrasco, El Cobarcho, Casa el Sastre, Casa Gausa, Tarín Nuevo, Tarín Viejo, La Batista, La Hoz, El Molino La Hoz, El molino El Plano, El Palacio, Pozo La Muela y El Puntal (Puntalico), Casa El Amarillo y Mas de Salas.

## Fiestas y tradiciones
El tercer fin de semana del mes de mayo se celebran las fiestas en honor a la Virgen de Pradas en el entorno de la ermita de Pradas con actos religiosos y discomóviles, entre otros.
A finales del mes de agosto, tienen lugar las fiestas en honor de San Agustín con multitud de actos (comidas populares, actividades infantiles o para mayores, orquestas y discomóviles, toros embolados, vaquillas, actos religiosos…).